# Герб Сегежского района
Герб Сегежского района — является официальным конвенциональным (условным) опознавательно-правовым знаком, являющийся символом наряду с флагом Сегежского муниципального образования Республики Карелия Российской Федерации.
Утверждён решением Совета Сегежского муниципального района от 30 октября 2019 года № 81.Герб зарегистрирован в Государственном геральдическом регистре РФ под № 12756. 

## Описание
В рассечённом зелёном и червлёном поле серебряная сосна с двумя нитевидными окаймляющими дважды вогнутую лазоревую оконечность корнями, вписанными по краям и закрученными в бездну к центру щита; сосна сопровождаема в верхних углах по одному косому вырубному кресту, просечённому ромбом, а в оконечности – золотым солнцем (без лица), диск которого кольцеобразно просечён в цвет оконечности.

## Символизм
Герб Сегежского муниципального района может воспроизводиться со статусной короной установленного образца. Муниципальная корона установленного образца для муниципального района – золотая о пяти видимых заострённых зубцах.
Герб может воспроизводиться как в полной версии (полный герб – с муниципальной короной), так и в сокращённой версии (в виде гербового щита без короны); обе версии герба равноправны и имеют одинаковый статус. 
Герб языком аллегорий символизирует исторические, природные, географические и экономические особенности Сегежского района, административным центром которого является город Сегежа. В основу герба Сегежского района положен герб города Сегежа.
Серебряная сосна символизирует природу и сырьё для местного производства. Её серебряные корни — символ продукции — листов бумаги Сегежского целлюлозно-бумажного комбината, а также алюминиевых листов — продукции Надвоицкого алюминиевого завода. Сосна также символизирует лесные богатства района, являющиеся сырьевой базой для Сегежского лесопильно-деревообрабатывающего комбината. Основные породы деревьев в окружающих лесах — хвойные — ели и сосны.
Дважды вогнутая оконечность напоминает волны озера Выгозеро, на берегу которого расположены города Сегежа и поселок Надвоицы, а также иных многочисленных озер и рек а также Беломорско-Балтийского канала, шлюзы которого под номерами 10 и 11 находятся на территории района.
Золотой равноконечный вырубной крест, просеченный ромбом, — солярный знак, характерный для традиционного финно-угорского искусства. Вырубной крест — символ путеводной звезды, выражение надежд на счастье и процветание в будущем. Философское олицетворение этих высоких устремлений в «Калевале» – Сампо — «счастья вечного начало».
Лучистое солнце в гербе является символом гидроэнергетики и гидроэнергетического потенциала рек для энергоëмкой промышленности района. На территории района расположена Ондская гидроэлектростанция, входящая в каскад Выгских ГЭС. 
Применённые в гербе цвета в геральдике символизируют: 
— Золото (жёлтый) – символ величия, постоянства, прочности, богатства, солнечного света.
— Серебро  (белый) – символизирует чистоту помыслов, искренность, правдивость, невинность, благородство, откровенность, непорочность, надежда. Символ севера и красоты северной природы.
— Зелень (зелёный) – символ радости, жизни, возрождения природы каждую весну.
— Червлень (красный) – символ труда, жизнеутверждающей силы, мужества, праздника, солнца.
— Лазурь (синий) символизирует возвышенные устремления, искренность и добродетель; также это цвет водных объектов (озера и реки) и чистого неба.
Геральдическая доработка герба района - Ю. Росич (г. Москва).

## Версия 2000 года
Герб Сегежского района, который использовался до 2019 года представляет собой герб города Сегежа, утверждённый Решением сессии Сегежского городского совета 9 февраля 2000 года. Его описание таково: 
«Трёхцветный геральдический щит с элементами герба и флага Карелии, в центре которого изображена стилизованная ёлочка, переходящая в рулон бумаги». Создатели знака передали преемственность республики и города, а так же отметили главное богатство Сегежи — лес, и главную продукцию города — бумагу.
Разработкой герба занималась рабочая группа отдела архитектуры местной администрации. Герб был утвержден после объявленного в 1999 году конкурса, на который свои проекты предоставили И.А. Бабаев, В.И. Рудаков, Г.Д. Виноградов. 